# Ontario Hydro
Ontario Hydro – od 1974 oficjalna nazwa publicznego przedsiębiorstwa Hydro-Electric Power Commission prowincji Ontario w Kanadzie, które zostało utworzone w 1906 na podstawie ustawy Power Comission Act aby budować linie wysokiego napięcia dostarczające prąd wygenerowany przez prywatne przedsiębiorstwa używające elektrownie wodne w okolicach Niagara Falls do miejscowości prowincji.
Niedługo po utworzeniu przedsiębiorstwo uzyskało własne środki do wytwarzania prądu przez zakupienie prywatnych elektrowni, a następnie dzięki projektowaniu i budowaniu własnych, nowych elektrowni. W miarę wykorzystania najbardziej dogodnych miejsc do budowy elektrowni wodnych, przedsiębiorstwo zaczęło projektować i budować elektrownie cieplne, a następnie jądrowe. W latach 90. było jednym z największych przedsiębiorstw produkujących prąd w Ameryce Północnej.
W kwietniu 1999 na podstawie decyzji rządu prowincji Ontario Hydro zostało podzielone na pięć oddzielnych przedsiębiorstw. Kilka z nich miało następnie zostać sprywatyzowane, lecz proces ten jeszcze się nie zakończył.